# Vjatjeslav Skok
Vjatjeslav Aleksandrovitj Skok (ryska: Вячеслав Александрович Скок), född 3 september 1946 i Rzjev i Tver oblast i Ryska SFSR i Sovjetunionen är en före detta sovjetisk vattenpolospelare.
Skok tog OS-silver 1968 med Sovjetunionens landslag.
Skok spelade åtta matcher och gjorde femton mål i den olympiska vattenpoloturneringen i Mexico City.